# تشاه خودرو (حومة لنجة)
تشاه خودرو (بالفارسية: چاه خودرو) هي قرية تقع في إيران في مهران. يقدر عدد سكانها بـ 135 نسمة .